# Garigny
Garigny é uma comuna francesa na região administrativa do Centro, no departamento Cher. Estende-se por uma área de 20,42 km². Em 2010 a comuna tinha 227 habitantes (densidade: 11,1 hab./km²).